# Vida Tivadar (régész)
Vida Tivadar (Celldömölk, 1962. február 7. –) régész, egyetemi tanár, a Magyar Tudományos Akadémia levelező tagja. 2018-ben az ELTE BTK Régészettudományi Intézet igazgatója.

## Élete
1980-ban érettségizett a celldömölki Berzsenyi Dániel Gimnáziumban. 1981-1986 között végzett az Eötvös Loránd Tudományegyetem régészet és történelem tanári szakán. 1986-tól a Magyar Tudományos Akadémia Régészeti Intézetének tudományos segédmunkatársa. 1993-1994-ben DAAD-ösztöndíjat nyert a Ludwig-Maximilian Egyetemre Münchenbe.
1994-ben egyetemi doktor címet szerzett az ELTE Régészettudományi Intézetében, ekkortól tudományos munkatárs lett. 1995-ben megvédte kandidátusi értekezését. 1996-tól tudományos főmunkatárs. 1998-1999-ben vendégkutató és -oktató a Marburgi Egyetemen. 1999-től az MTA Régészeti Bizottságának tagja, 2010-2017 között titkára, 2023-tól elnöke.
2000-2003 közt MTA Bolyai János kutatási ösztöndíjas. 2001-től előadó az ELTE Régészettudományi Intézetében, 2002-től egyetemi docens az ELTE Ős- és Koratörténeti Régészeti Tanszékén. 2002 és 2003 között Humboldt-ösztöndíjas a Ludwig-Maximilan Egyetemen. 2008-tól az ELTE Régészettudományi Intézetének igazgatóhelyettese, 2018-tól igazgatója. 2012-ben habilitált és az Ős- és Koratörténeti Régészeti Tanszék vezetője lett. 2017-től a Népvándorlás kori és Középkori Tanszék vezetője.
Több tanulmányúton vett részt: 1986-ban Csehszlovákiában, 1987-ben Baskíriában, 1989-ben Horvátországban, 1990-ben a Szovjetunióban és Bulgáriában, 1993-1994-ben Németországban, 1995-ben Albániában.
1999-től az Archaeologiai Értesítő szerkesztőbizottságának tagja, 2020-tól főszerkesztője. A Monumenta Avarorum Archaeologica és a Monumenta Germanorum Archaeologica Hungariae régészeti leletközlő korpuszok társalapítója, társszerkesztője.
Több külföldi intézmény tudományos tanácsadó testületének (RGZM, Mainz; GWZO, Lipcse, IA-CAS: Brno), és számos külföldi régészeti periodika szerkesztőbizottságának tagja. 2004 és 2008 között a Mednarodni Slavistični Komite, Komisia Archeologičká tagja volt. 2005 óta a Deutsches Archäologisches Institute levelező tagja. 2025-ben a Magyar Tudományos Akadémia levelező tagjává választották.

## Kutatásai
1987-1992 között leletmentő ásatást végzett Pásztor Adriennel a budakalászi 1600 síros avar kori temetőben. 2005-2010 között magyar-német kutatási program keretében Uta von Freedennel (RGK-DAI, Frankfurt) feltárta a szóládi langobard kori temetőt, amelynek embertani anyaga először került teljes körűen bioarchhaeológiai (DNS, izotóp) vizsgálatra. (PlosOne 2014, Nature Comm. 2018).
Több hazai és nemzetközi kutatási programban vett részt. Kezdetben az avar kori kerámiával és településtörténettel foglalkozott, majd Th. Völlinggel feldolgozta a görögországi olympiai szláv temetőt. Ezután érdeklődése a korszak bizánci, nyugat-európai és eurázsiai kapcsolatai komplex elemzése felé fordult. Tanulmányozta a késő antik és kora bizánci művészetet, aminek eredménye a budakalászi kora bizánci korsó monográfiájának elkészítése lett. Újabban több bioarchaeológiai kutatási programot indított (NKFI), és társtémavezetője a HistoGenes ERC Synergy Grant  2020-2026 nemzetközi programnak, amelynek keretén belül 6000 kora középkori egyén DNS-ét vizsgálják. (https://www.histogenes.org)
Társszervezője volt a „Szent Márton és Pannonia. Kereszténység a Római Birodalom határán” című, 2016-ban Pannonhalmán és Szombathelyen bemutatott kiállításnak (szerk.: Tóth Endre/Vida Tivadar/Takács Imre).

## Művei
- 1991 Chronologie und Verbreitung einiger awarischen Keramiktypen. Antaeus 19-20, 131–144.
- 1996 Avar Settlements Remains and Graves at Gyoma 133. In: Bartosiewicz László - Berecz Katalin  - Choyke Alíz - Medzihradsky Zsófia - Székely Balázs - H. Vaday, Andrea - Vicze Magdolna - Vida Tivadar: Cultural and Landscape Changes in South-East Hungary II. Gyoma 133. Ed. Bökönyi Sándor. Archaeolinqua 5. Budapest, 323–364.
- 1999 Die awarenzeitliche Keramik I. Früh- und Mittelawarenzeit, 6./7. Jh. Varia Archaeologica Hungarica 8. Berlin-Budapest.
- 2000 Das slawische Brandgräberfeld in Olympia. Archäologie in Eurasien 9. Rahden. (tsz. Thomas Völling)
- 2000 Merowingische Spathagurte der Awarenzeit. Communicationes Archaeologicae Hungariae 2000, 161-175.
- 2004 Pogányság, kereszténység és szinkretisztikus világkép a kora középkorban  - Régészeti megfigyelések a kora avar kori ember hitvilágáról. In: Várak, templomok, Ispotályok, Tanulmányok a magyar középkorról. Szerk.: Neumann Tibor. Analecta Mediaevalia II. Piliscsaba, 327-349.
- 2008 Conflict and coexistence - the local population of the Carpathian Basin under Avar rule (sixth to seventh century). In: The Other Europe in the Middle Ages: Avars, Bulgars, Khazars and Cumans. East Central and Eastern Europe in the Middle Ages 450–1450, 2. (Florin Curta ed.) Brill, Leiden-Boston, 13–46.
- 2011 Das Gräberfeld dem Horreum in der Innenbefestigung von Keszthely-Fenékpuszta. In: Keszthely-Fenékpuszta im Kontext Spätantiker Kontinuitätsforschung zwischen Noricum und Moesia. Heinrich Tamáska Orsolya (Hrsg.) Castellum Pannonicum Pelsonense 2. Budapest-Leipzig-Keszthely-Rahden/Westf., 397–455.
- 2013 Raumkonzepte der Awaren und Byzantiner und deren Auswirkungen im unteren Donaubecken im 6.-7. Jahrhundert. In: Sv. Hansen – M. Mayer (Hrsg.) Parallele Raumkonzepte. Topoi Berlin Studies of the Ancient World 16. Berlin-Boston, 307–323.
- 2013 Kora avar kori temetőrészlet Szihalom-Budaszögről. Archaeologiai Értesítő 138, 157–173. (tsz. Fodor László)
- Késő antik fémedények a Kárpát-medencében. Gazdagság és hatalom a népvándorlás korában; Archaeolingua–MTA BTK Régészeti Intézet, Bp., 2016 (Hereditas archaeologica Hungariae)
- Late antique metal vessels in the Carpathian Basin. Luxury and power in the Early Middle Ages; angolra ford. Magdaléna Seleanu; Archaeolingua–Institute of Archaeology Research Centre for the Humanities HAS, Bp., 2016 (Hereditas archaeologica Hungariae)
- Die frühbyzantinische Messingkanne mit Jagdszenen von Budakalász. Budapest 2017.

## Elismerései
- 1990 Akadémiai Ifjúsági Fődíj